# Заморский регион Франции
Заморский регион (фр. Région d’outre-mer) — административно-территориальная единица верхнего уровня в Заморских территориях Франции, введённая в 2003 году, равная по полномочиям региону в метрополии. В каждый заморский регион был включён один заморский департамент.
В число заморских регионов входят:
- Гваделупа
- Мартиника
- Гвиана
- Реюньон
- Майотта

Так как соответствие заморского региона и одноимённого заморского департамента однозначно, французские СМИ в основном продолжают использовать последний термин.
В каждом заморском регионе действует выборный региональный совет. Эти регионы — наравне с метропольными — также делегируют своих представителей в общенациональные структуры — Национальную ассамблею, Сенат, Совет по социальным и экономическим вопросам.
Внутренняя статистика Франции включает заморские регионы в состав самой Франции (в отличие от остальных заморских владений: заморских сообществ и сообщества с особым статусом Новая Каледония).